# Chinhoyi
Chinhoyi este un oraș din Zimbabwe. Este reședința provinciei Mashonaland West.